# Chrissy Costanza
Christina Nicola Costanza (nascida em 23 de agosto de 1995), é uma cantora, compositora e musicista americana. Ela é mais conhecida como a vocalista principal e principal compositora da banda de rock Against the Current.

## Vida pessoal
Chrissy nasceu em 23 de agosto de 1995, em Nova Jersey, em uma família ítalo-americana. Ela tem um irmão mais novo chamado Michael. Desde pequena, um de seus sonhos era se tornar musicista. Conheceu os atuais membros da banda, Dan Gow e Will Ferri, por meio de um amigo em comum.
Costanza iniciou sua formação na escola The Village School, localizada em Waldwick, no estado de Nova Jersey, onde cursou o ensino fundamental e o ensino médio. Posteriormente, frequentou a Immaculate Heart Academy, uma escola secundária católica feminina situada no município de Washington Township, no condado de Bergen, Nova Jersey. Em 2013, ingressou na Universidade Fordham, onde estudou por um ano.

## Carreira

### 2010 - 2019
Chrissy foi apresentada a Dan Gow e Will Ferri por um amigo em comum em 2011, juntando-se à banda deles, Against the Current. O grupo começou a compor músicas originais, com a maioria das letras escritas por Costanza. Eles também passaram a publicar covers de músicas populares no YouTube.
O Against the Current lançou seu primeiro single, "Thinking", em 2012. Na mesma época, Costanza criou um canal no YouTube com seu nome, onde passou a postar vídeos sobre beleza. Em meados de 2013, a banda saiu em turnê com Alex Goot.
Em 2014, o grupo lançou seu EP de estreia, Infinity. Em 6 de junho, Costanza apareceu no programa de televisão Access Hollywood. Em fevereiro de 2015, lançaram seu segundo EP, Gravity. No final de abril de 2015, a banda assinou contrato com a gravadora Fueled by Ramen.
Em agosto de 2015, embarcaram em sua primeira turnê mundial, a "Gravity World Tour". Em 20 de maio de 2016, a banda lançou seu primeiro álbum de estúdio, In Our Bones. Ainda em maio, Costanza se apresentou ao vivo com Alex Goot em diversas ocasiões durante sua turnê.
Durante passagem pelo Reino Unido, o Against the Current foi convidado a se apresentar de última hora no festival Download Festival. A revista britânica Kerrang! descreveu a banda como “escrevendo seu futuro” e caracterizou Costanza como “sua destemida vocalista”.
No fim de junho de 2016, a revista Rock Sound anunciou que Costanza teria sua própria coluna mensal, onde comentaria sobre o processo de composição, turnês, o álbum de estreia e conselhos para bandas iniciantes.
Em 2017, a banda gravou a música "Legends Never Die", trilha oficial do Campeonato Mundial de League of Legends de 2017.
Em 2018, lançaram seu segundo álbum de estúdio, Past Lives e retornaram ao Reading Festival. Em 2019, participaram pela primeira vez do Lollapalooza e do festival sul-coreano Pentaport Rock Festival.
No mesmo ano, Costanza colaborou com Cailin Russo na música "Phoenix", lançada como hino do Campeonato Mundial de League of Legends de 2019, que ela apresentou na final em Paris. A performance foi repetida no Concerto de Ano Novo da Bilibili em Pequim.
Além disso, Costanza deu voz às músicas "Each Goal" e "Hero Too" interpretando a personagem Kyoka Jiro no anime My Hero Academia.

### 2020 - Atualmente
De julho de 2020 a maio de 2021, Costanza foi apresentadora do programa Guest House no canal de mídia digital VENN.
No final de 2020, Costanza colaborou com os campeões mundiais de League of Legends de 2019, o time chinês FunPlus Phoenix, para lançar uma nova versão da música "Phoenix" como hino da equipe em 2021 — diferente da música "Phoenix" lançada para o Campeonato Mundial de 2019.
Em 10 de janeiro de 2022, o Against the Current colaborou com o Campeonato Europeu de League of Legends (LEC) na música "Wildfire", que contou com a participação dos narradores Vedius e Drakos como vocalistas convidados, em promoção à Temporada de Primavera de 2022.
Em 23 de julho de 2024, a desenvolvedora de jogos Square Enix anunciou uma colaboração com Costanza e o compositor Masayoshi Soken, junto com sua banda The Primals, na música "Give It All", incluída na série de raides "The Arcadion", parte da expansão Final Fantasy XIV: Dawntrail.
Em setembro de 2024, Costanza e a banda de rock Yellowcard lançaram uma versão pop punk da música "A Whole New World", incluída no álbum de compilações A Whole New Sound, da Walt Disney Records.
Em 9 de outubro de 2024, Costanza lançou seu primeiro EP solo, intitulado VII. O álbum incluiu faixas lançadas anteriormente, como o single de estreia "7 Minutes in Hell", que contou com a participação do grupo Voilà. Em 15 de novembro de 2024, ela lançou o single "Perfect Crime".
No dia 31 de dezembro de 2024, foi lançado no canal oficial do jogo Genshin Impact o videoclipe "Mavuika: The Vow of Blazing Blood", com Costanza como vocalista principal.